# Jōyō kanji-hyō
Jōyō kanji-hyō (jap. 常用漢字表; „Lista znaków chińskiego pochodzenia w powszechnym użyciu”) – oficjalna lista znaków kanji, ustalona i cały czas udoskonalana przez Ministerstwo Edukacji Japonii, wyznaczająca minimalną podstawę naukową znaków kanji gwarantującą opanowanie umiejętności swobodnego czytania i pisania w języku japońskim. Obecna lista obejmuje 2136 znaków. 

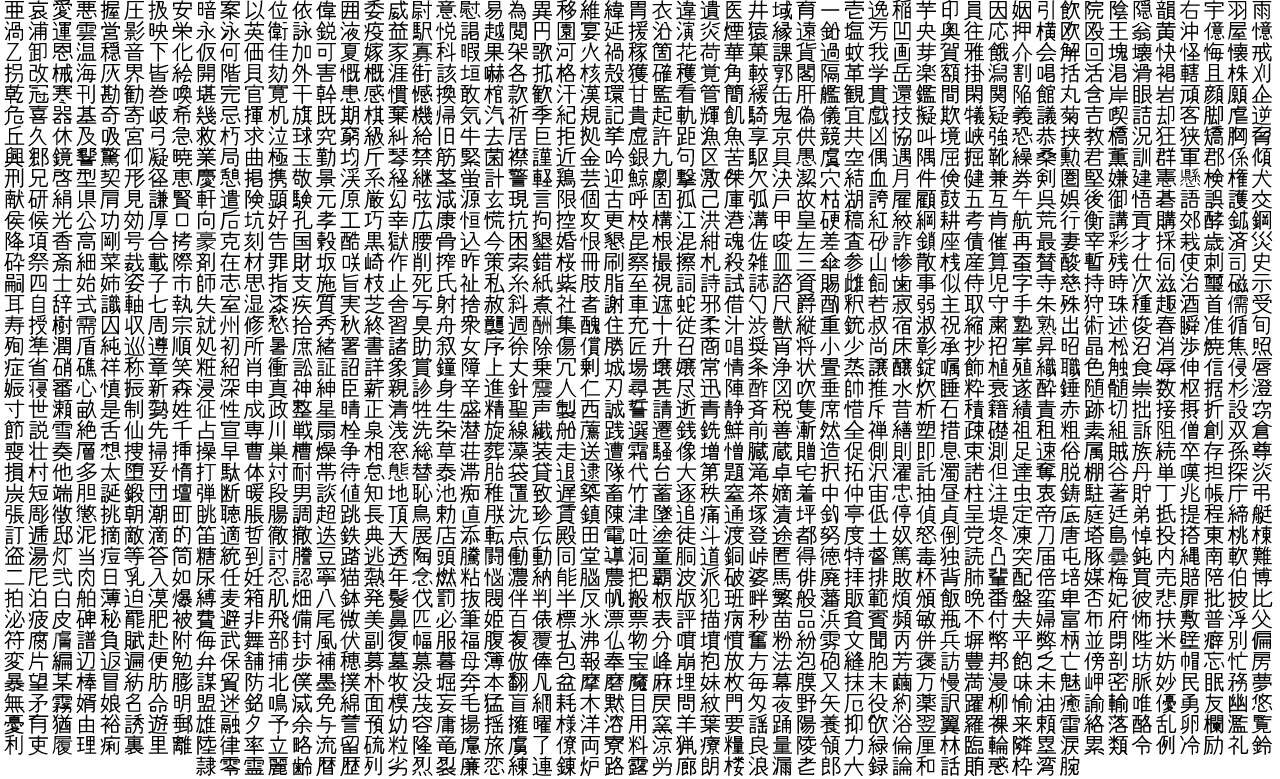
Oficjalna lista jôyô kanji w 2008 roku

Pomysł utworzenia listy najczęściej używanych znaków zrodził się po drugiej wojnie światowej. Miała ona na celu zorganizowanie i uproszczenie nauki znaków w celu poprawienia poziomu piśmiennictwa narodu i poprawienia powszechnego dostępu do edukacji.  
Pierwsza lista ustalona w 1946 roku obejmowała 1850 znaków i nosiła nazwę się Tōyō kanji-hyō (当用漢字表). Wtedy też część bardziej skomplikowanych znaków uległa uproszczeniu, przybierając nową, łatwiejszą w zapisie „nową formę” shinjitai 新字体, w odróżnieniu od „dawnej, tradycyjnej formy” kyūjitai 旧字体.  
W 1951 roku uznano potrzebę stworzenia osobnej listy, która obejmowałaby znaki występujące w imionach i nazwiskach. Tak zrodziła się Jinmeiyō kanji-hyō (人名用漢字表), która używana jest dziś równolegle do jōyō kanji. 
Tōyō kanji-hyō obowiązywała do 1981 roku, kiedy została zastąpiona przez Jōyō kanji-hyō, liczącą wtedy 1945 znaków. 
W 2010 roku przeprowadzone zostały większe zmiany na liście Jōyō kanji-hyō. Zmiany obejmowały między innymi wprowadzenie wszystkich znaków występujących w nazwach 47 prefektur Japonii i ważniejszych miast oraz przeniesienie części znaków na stałe z listy Jinmeiyō kanji-hyō do Jōyō kanji-hyō. Pięć znaków uprzednio na liście Jōyō kanji-hyō znalazło się na liście Jinmeiyō kanji-hyō, która obecnie obejmuje 863 znaki.
Spośród wszystkich znaków na liście Jōyō kanji-hyō pierwsze 1026 znaków tworzy grupę tzw. „znaków edukacyjnych” (教育漢字 kyōiku kanji), których japońskie dzieci uczą się podczas pierwszych sześciu lat nauki w szkole podstawowej:
- klasa 1: 80 kanji
- klasa 2: 160 kanji (razem 240 znaków)
- klasa 3: 200 kanji (razem 440 znaków)
- klasa 4: 202 kanji (razem 642 znaki)
- klasa 5: 193 kanji (razem 835 znaków)
- klasa 6: 191 kanji (razem 1026 znaków)

Nauka pozostałych 1110 znaków podzielona jest na niższą szkołę średnią / gimnazjum (中学校, chūgakkō) oraz wyższą szkołę średnią / liceum (高等学校, kōtō-gakkō), z ostatnimi znakami na liście często pomijanymi z uwagi na brak czasu bądź ich użycie w nazwach historycznych bądź w jednym tylko słowie:
- niższa szkoła średnia: 597 (razem 1623 znaków);
- wyższa szkoła średnia: 513 (razem 2136 znaków).

Realizacja programu nauki znaków w Japonii na wyższych poziomach może różnić się w zależności od szkoły oraz zaangażowania nauczyciela. Niektóre szkoły przerzucają naukę na pierwsze lata kolejnej szkoły – zwłaszcza, jeżeli operuje ona w systemie eskarētā-shiki エスカレーター式 (system automatycznego awansu do liceum i na uczelnię bez egzaminu wstępnego).